# Raymond Domenech
Pour les articles homonymes, voir Domenech.
Raymond Domenech , né le 24 janvier 1952 à Lyon (Rhône), est un joueur et entraîneur français de football devenu consultant. Il évolue au poste de défenseur latéral du début des années 1970 au milieu des années 1980 avant d'exercer comme entraîneur à partir de 1988 et de devenir sélectionneur de l'équipe de France de 2004 à 2010. Il est président du syndicat des entraîneurs de football en France entre 2016 et 2024.
Natif de Lyon, il connaît l'essentiel de sa carrière à l'Olympique lyonnais où il évolue de 1970 à 1978, avec lequel il gagne la Coupe de France en 1973. Il porte ensuite le maillot du RC Strasbourg avec qui il remporte le championnat de France en 1979. Avec le Paris Saint-Germain, il remporte la coupe de France 1982 et avec les Girondins de Bordeaux, le championnat de France en 1984. Il a également joué sous les couleurs du FC Mulhouse.
Il est sélectionné à huit reprises en équipe de France de football entre 1973 et 1979.
Il devient entraîneur en 1984 avec le FC Mulhouse alors qu'il est encore joueur puis en 1988 il entraine l'Olympique lyonnais qui s'adjuge en 1989, le titre de champion de France de Division 2. En 1993, il devient sélectionneur de l'équipe de France espoirs avec laquelle il atteint la finale du Championnat d'Europe de football espoirs en 2002 et remporte le Tournoi de Toulon en 2004.
Il prend les rênes de l'équipe de France en 2004 et atteint la finale de la Coupe du monde 2006, perdue aux tirs au but (1-1 après prolongation). Raymond Domenech échoue ensuite sévèrement aux premiers tours de l'Euro 2008 et de la Coupe du monde 2010. Il termine sa carrière de sélectionneur national à l'issue de la Coupe du monde 2010, un cuisant échec sur fond de polémiques internes. Avec l'équipe de France, Domenech est le premier sélectionneur à qualifier son équipe pour trois phases finales de trois grandes compétitions.
Le 26 décembre 2020,  après dix ans d'absence du banc d'entraîneur, il est nommé entraîneur du Football Club de Nantes pour six mois, mais est licencié au bout de quarante six jours à la suite de résultats très décevants, ne remportant aucun des huit matchs de Ligue 1 dirigés. Il bat ainsi deux records, celui d’avoir eu le règne le plus court sous l’ère Waldemar Kita et en étant le premier entraîneur des Canaris à ne pas remporter la moindre victoire lors de ses cinq premiers matchs.

## Biographie

### Jeunesse

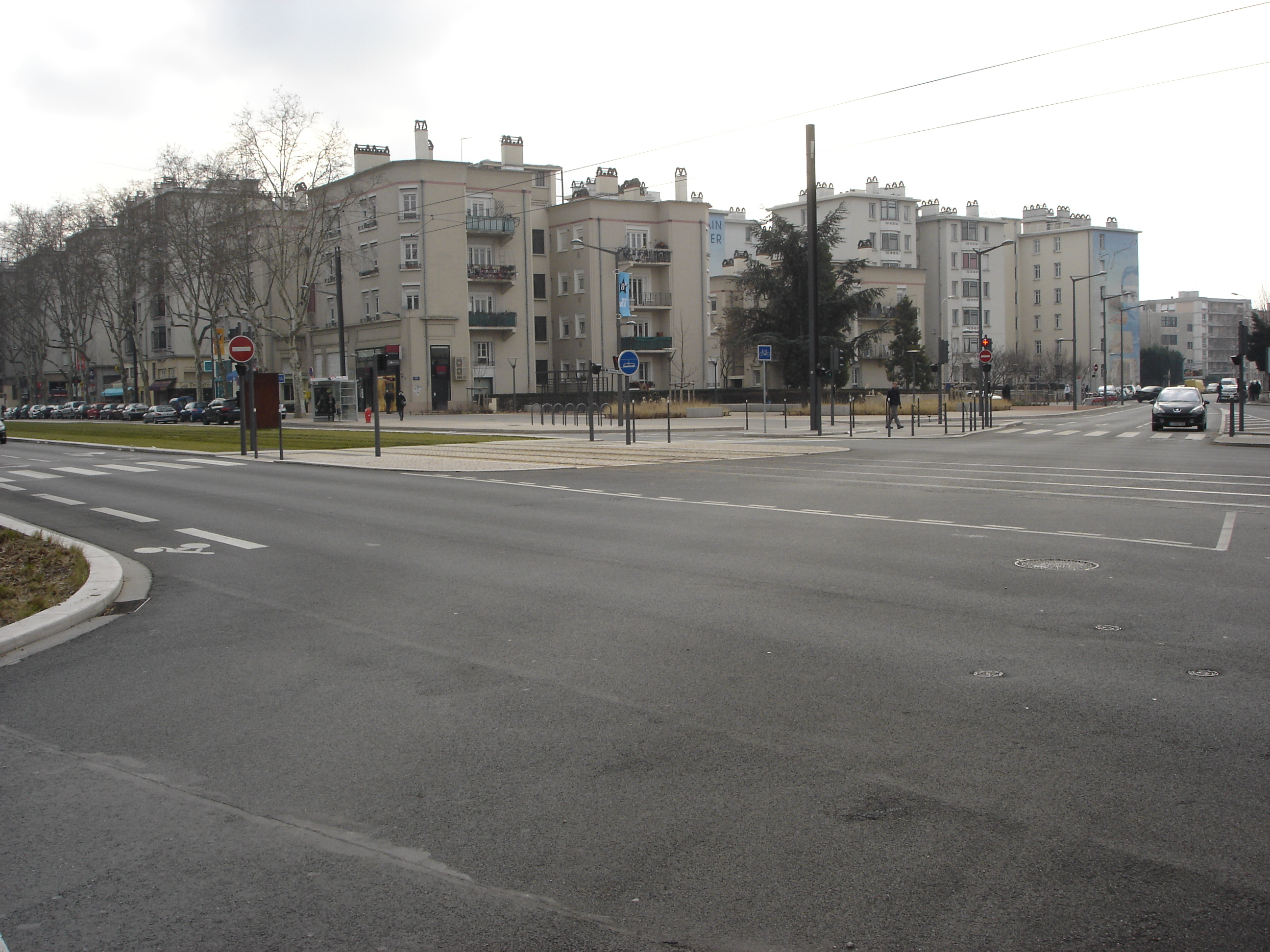
Raymond Domenech passe son enfance dans le quartier des États-Unis.

Raymond Domenech est né le 24 janvier 1952 à l'Hôtel-Dieu de Lyon. Sa mère, Germaine, que son père a rencontrée à Châteauroux, est d'origine pied-noir. Elle est ouvrière à Meyzieu, dans l'agglomération lyonnaise. Raymond Domenech a trois frères et une demi-sœur, née du premier mariage de la jeune femme. Son père, Raimundo, travaille dans une fonderie. Il est né en Espagne dans le sud de la province de Tarragone. Comme ses deux frères, c'est un militant républicain, anti-franquiste. Après la fin de la Seconde Guerre mondiale, il traverse la frontière de manière illégale puis parvient à trouver du travail et obtient des papiers en règle avant d'épouser Germaine. La famille Domenech réside dans une HLM dans le quartier populaire des États-Unis à Lyon. Les Domenech passent leur vacances d'été à Rubí, un village catalan où résident les frères de Raimundo, à 30 km de Barcelone. En 1967, les parents de Raymond Domenech divorcent. À l'âge de 15 ans, il doit épauler son père et s’occuper de son frère cadet Albert Domenech, quittés par leur mère. Raymond Domenech vit une enfance banale, frappée par cet évènement douloureux qui va resserrer encore un peu plus les liens d'une famille d'hommes.

### Carrière de joueur

#### Débuts
Au pied de son immeuble ou sur de vrais terrains, Raymond Domenech joue au foot entre copains. C'est sur ce gazon plus ou moins défraîchi qu'il peut, match après match, s'imposer physiquement et mentalement afin de découvrir son vrai domaine de prédilection : le football. À l'âge de 8 ans, il signe une licence dans le prestigieux Olympique lyonnais, il ne fait pas de doute que l'enfant de Raimundo Domenech est doué pour le football. Plus solide, plus robuste et surtout, plus volontaire que la moyenne des enfants de son âge, il possède déjà des atouts pour aller loin. Appliqué et très discipliné, il apprend son métier du petit footballeur. Mais très vite, ses lacunes techniques lui font sentir qu'il va falloir travailler davantage pour réussir. D'abord attaquant, il rétrograde au fil des saisons pour devenir défenseur latéral. Son frère cadet, Albert Domenech (qui deviendra lui aussi professionnel), est bien plus doué techniquement, ce qui agace Raymond Domenech. Mais sa hargne et son envie de réussir vont devenir des qualités plus fortes que le talent. Petit à petit, il gravit les échelons des équipes de jeunes et se rapproche de son rêve, devenir footballeur professionnel. À l'école, il suit les cours, sans passion, mais avec la même application. Disposant de grandes facilités, il redouble pourtant sa troisième. Plus tard, il n'obtient pas son baccalauréat car il ne se rend pas aux épreuves de philosophie, au lendemain de la finale de coupe de France qu'il a jouée. En revanche, sur le terrain, Raymond Domenech progresse, vite et bien.

#### Olympique lyonnais (1970-1977)
À l'âge de 18 ans, Raymond Domenech intègre le groupe professionnel de l'Olympique lyonnais. Grâce à de nombreux entraînements supplémentaires qu'il s’impose, une maturité précoce et des qualités physiques au-dessus de la moyenne, il se montre, dès les premiers matchs, un élément important de l'équipe dirigée par Aimé Mignot. Mais, à la suite d'un incident de jeu, sa carrière va basculer. En effet, le 12 août 1970, pour le premier match de la saison, l'OGC Nice reçoit l'Olympique lyonnais. Titulaire, Domenech se voit confronter aux rapides attaquants niçois. Helmut Metzler, le meneur de jeu autrichien de Nice, dribble Domenech puis se fait sévèrement tacler par un joueur de l'équipe adverse, qui s'avère être Jean Baeza. Or Raymond Domenech, qui n'est alors qu'un jeune débutant, se voit attribuer la faute et se fait alors traiter de « boucher » ou d’« assassin » par la presse à la suite d'une erreur des journalistes. D'autant que Metzler s'est fracturé le tibia et le péroné. Raymond Domenech décide pourtant de ne pas protester et se justifie beaucoup plus tard : « Baeza et moi avions la même coupe de cheveux. Les journalistes nous ont confondus. Je n’ai rien fait pour les contredire. Je débutais, il me paraissait important que l’on parle de moi, en mal ou en bien. Il y avait une sorte de bravade, je suis alors entré dans mon personnage. ». C'est ainsi que naît la réputation de « boucher », que Domenech traîne jusqu'à la fin de sa carrière de joueur, au point de devenir son surnom. À la suite de ce fait de jeu, il devient un « joueur dur » capable de se battre sur tous les ballons, même les plus anodins. De plus, Domenech joue de cette réputation en se laissant pousser la moustache et ses cheveux noir corbeau. Domenech conclut cette belle première saison chez les professionnels (37 matchs en championnat) par un échec : il perd la finale de la coupe de France contre Rennes (1-0),.

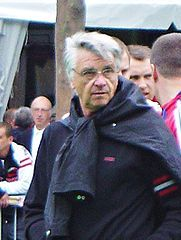
C'est à Lyon que Raymond Domenech fait la connaissance d'Aimé Jacquet.

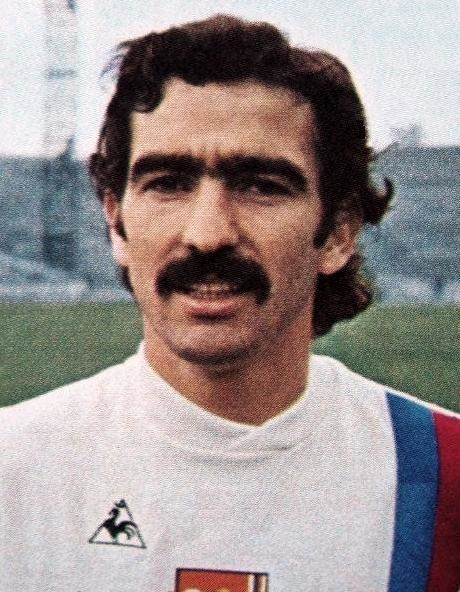
Raymond Domenech en 1976.

Après une saison suivante assez terne, il participe amplement à la conquête de la coupe de France 1973 en compagnie de Bernard Lacombe, Serge Chiesa ou encore Fleury Di Nallo. En finale, l’Olympique lyonnais s'impose face au FC Nantes (2-1). Mais, lors du quart de finale retour contre l'OM (4-0), Raymond Domenech se fait une nouvelle fois remarquer par un fait de jeu. Alors qu'il effectue un marquage serré sur l'attaquant yougoslave Josip Skoblar, ce dernier lui assène un coup de poing, excédé par les provocations de Domenech. Ensanglanté au niveau de l’arcade sourcilière, le défenseur lyonnais en rajoute et l'arbitre sort un carton rouge pour Skoblar. À l'issue du match, Raymond Domenech déclare que, pour lui, « Le football, c'est la guerre ».
Malgré tout, ce succès en coupe de France lui ouvre les portes de l'équipe de France à l'âge de 21 ans. Convoqué par Georges Boulogne, le sélectionneur le titularise pour son premier match, le 19 mai 1973 contre l'Irlande (1-1) en qualifications pour la Coupe du monde 1974. Le jeune Lyonnais, qui prépare en même temps son bac, reconnaît alors qu'il n'est pas simple d'arriver en sélection nationale « sans connaître personne ». Plus convoqué par la suite, il doit attendre deux ans pour retrouver les Bleus.

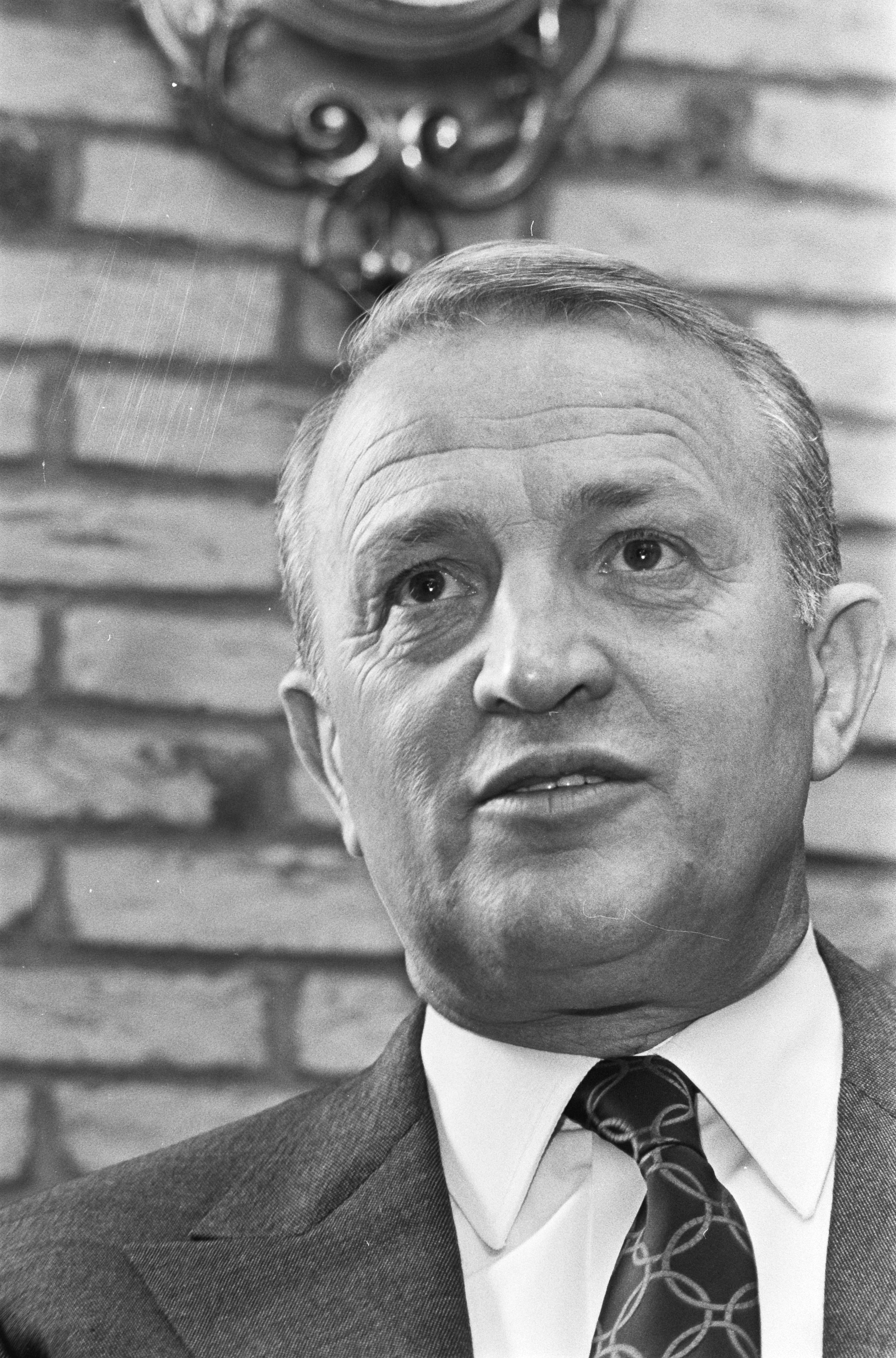
Le sélectionneur Stefan Kovacs rappelle Raymond Domenech en équipe de France en 1975.

Lors de la saison 1973-1974, Raymond Domenech se blesse et ne joue pas lors du match du challenge des champions 1973 glané par les Lyonnais et ne prend pas part à la campagne européenne de l'Olympique lyonnais, qualifié en Coupe d'Europe des vainqueurs de coupe (C2). Rétabli après l'hiver, lui et l'Olympique lyonnais sont éliminés en quart de finale de coupe de France contre le FC Sochaux. Malgré une saison en demi-teinte, l'OL finit à la troisième marche du podium en championnat. Ce qui lui permet de se qualifier en Coupe UEFA (C3). La saison suivante, Raymond Domenech découvre alors la coupe d'Europe avec l'Olympique lyonnais. Pour ces débuts dans cette compétition, Domenech inscrit trois buts en trois matchs avant que l'OL ne soit éliminé par le Borussia Mönchengladbach (6-2 au cumul des deux matchs) au deuxième tour. En championnat, Domenech dispute 35 matchs et les Gones finissent une nouvelle fois troisièmes. Mais cette qualification en coupe UEFA tourne court, les Lyonnais sont éliminés dès le premier tour face au FC Bruges. De plus, l'OL chute au classement et retombe à la 16e au terme du championnat. Maigre consolation, ils arrivent jusqu'en finale de la coupe de France opposé à l'Olympique de Marseille. Fracturé à un os du pied, Domenech joue malgré tout cette finale qu'il rate complètement et voit les Marseillais soulever le trophée (2-0).
Le 3 septembre 1975, il est rappelé en équipe de France par Stefan Kovacs, plus de deux ans après sa première sélection, pour un match contre l'Islande dans le cadre des éliminatoires de l'Euro 1976. Titulaire, il joue de nouveau en novembre contre la Belgique. Après le départ de Kovacs, à la suite de l'échec de qualification pour l'Euro, Domenech garde la confiance du nouveau sélectionneur Michel Hidalgo, introduit en mars 1976. Il joue les trois matchs amicaux suivants, respectivement contre la Tchécoslovaquie, la Pologne et le Danemark. Par la suite, Raymond Domenech subit une nouvelle traversée du désert, ne portant plus le maillot Bleu pendant près de trois ans, ce qui le prive de coupe du monde en Argentine.
Alors qu'Aimé Jacquet a remplacé Aimé Mignot, l'Olympique lyonnais passe à côté de sa saison 1976-1977, se faisant éliminer de la Coupe de France en 32e de finale et obtenant une 6e place en championnat qui prive les Lyonnais d'une qualification en Coupe UEFA. En cours de saison, la lassitude commence à s'installer dans la relation entre l'OL et son emblématique défenseur. L'Olympique lyonnais, qui est dans une situation financière difficile, cherche à se libérer de ses plus gros salaires. Alors qu'il commence la saison 1977-1978 avec l'OL, il est contacté par le RC Strasbourg qui l'achète contre une indemnité de transfert de 600 000 francs.

#### RC Strasbourg (1977-1981)

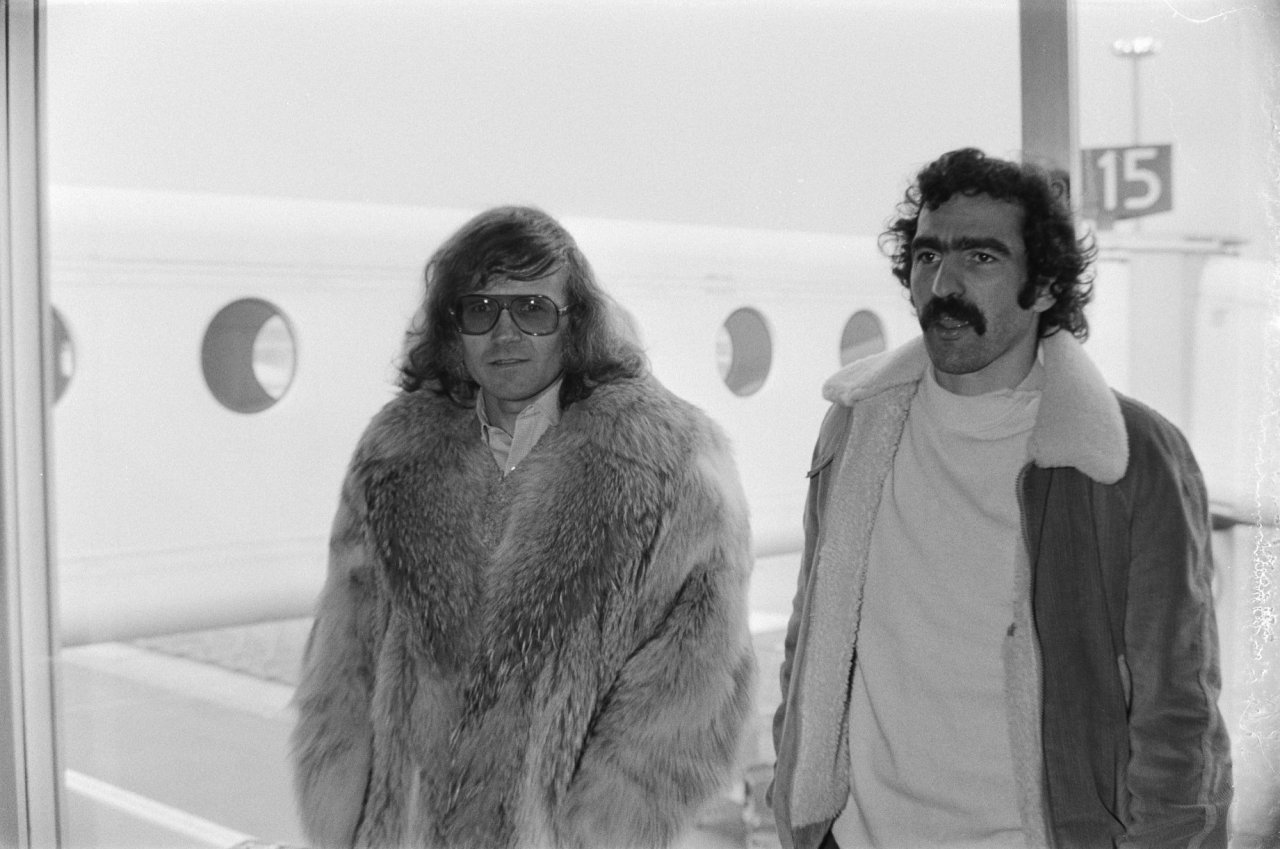
Gilbert Gress et Domenech, en 1980.

Alors que Gilbert Gress souhaite l'arrivée en Alsace de Patrick Battiston, ce dernier préfère rester au FC Metz. C’est Raymond Domenech qui est recruté. N'étant pas son premier choix et ayant eu des accroches avec lui lorsqu'il était joueur, les premiers rapports sont difficiles entre les deux hommes. Mais Gress a besoin d'un joueur d'expérience et Domenech cherche à se relancer, deux intérêts communs qui vont souder leur relation. Adoubé au stade de la Meinau par les supporters pour sa combativité et sa rigueur, Domenech distribue de moins en moins de coups et devient plus modéré. Pour sa première saison, il bénéficie de la confiance de l'entraîneur et dispute 30 matchs en championnat et obtient une belle troisième place en fin de saison avec Strasbourg.

### Carrière d'entraîneur

#### FC Mulhouse (1984-1988)
En 1984, l'ancien international Raymond Domenech signe comme entraîneur-joueur au club. C'est à Mulhouse que le futur sélectionneur commence sa carrière d'entraîneur. La même année, Raymond Hild, dit Max, arrive en tant que responsable de la formation. Il y restera jusqu'en 1991. Pour cette saison, tout se joue lors de la dernière journée. Le FCM se déplace sur le terrain du Havre AC, alors co-leader du groupe A avec 50 points. Une défaite 1-0 envoie le FCM en barrages, où il est deux fois défait par le Stade rennais. Il en sera de même pour les trois saisons suivantes : en 1985-1986, le FCM gagne en pré-barrages contre l'Olympique lyonnais, puis en barrages contre l'Olympique d'Alès, mais perd contre l'AS Nancy-Lorraine en barrages D1/D2. Pour la saison 1986-1987, le FCM est éliminé dès les pré-barrages par l'Olympique lyonnais, deuxième du groupe B (4-3).

#### Olympique lyonnais (1988-1993)
Il devient entraîneur de l'Olympique lyonnais en 1988, appelé à ce poste par Jean-Michel Aulas. Le club est alors en deuxième division depuis cinq saisons. En un an, Raymond Domenech fait remonter le club en première division en devenant champion de France de D2. À la fin de la saison 1990-1991, le club renoue avec l'Europe en terminant 5e du championnat de D1. Raymond Domenech recrute alors Robert Duverne, qui deviendra par la suite le préparateur physique de l'équipe de France.

#### FC Nantes (2020-2021)
Depuis 2010, Raymond Domenech est l'objet de nombreuses rumeurs concernant la future équipe qu'il entraînera : il est notamment lié au Standard de Liège, à la sélection nationale algérienne, à l'AS Saint-Étienne ainsi que l'Équipe d'Italie féminine.
Le 26 décembre 2020, il est officialisé entraîneur du FC Nantes jusqu'à la fin de la saison 2020-2021, alors que le club est dans le bas du tableau de Ligue 1 à la seizième place et avec seulement trois points d'avance sur le premier relégable. Le 31 janvier 2021, à la suite d'une défaite contre l'AS Monaco (1-2), il devient le premier entraîneur du FC Nantes à ne remporter aucun de ses cinq premiers matchs de Ligue 1 (trois nuls, deux défaites).
Il est remercié le 11 février 2021, après un faible bilan de quatre matchs nuls et quatre défaites pour aucune victoire.

### Carrière de sélectionneur

#### Sélectionneur des espoirs (1993-2004)

##### Futurs champions du Monde (1993-1994)
Raymond Domenech succède à Marc Bourrier en 1993 et dirige tous les espoirs français nés entre 1971 et 1981. Sous sa direction, les Bleuets atteignent les demi-finales du championnat d'Europe espoirs 1994 avec des joueurs qui seront entre autres, champions du monde en 1998 comme Christophe Dugarry, Lilian Thuram et Zinédine Zidane et Claude Makelele. Après un match nul 0-0, ils sont éliminés par l'équipe d'Italie, le futur vainqueur de l'épreuve, lors de la séance de tirs au but.

##### Futurs champions d'Europe (1994-1996)
Les deux équipes se retrouvent au même stade de la compétition au cours de l'édition 1996. La sélection française est composée de joueurs nés en 1973-1974, notamment les futurs champions du monde ou d'Europe Vincent Candela, Robert Pirès et Sylvain Wiltord. Patrick Vieira, né en 1976, les accompagne. L'Italie s'impose de nouveau grâce à un but de Francesco Totti, puis remporte la finale face à l'Espagne. Les espoirs français sont néanmoins qualifiés pour le tournoi de football des Jeux olympiques de 1996. Ils font match nul en quarts de finale avec le Portugal, et sont éliminés durant les prolongations.

##### Génération Henry et Trezeguet (1996-2000)
En 1998, la France termine deuxième de son groupe lors des éliminatoires de l'Euro et manque la qualification pour le tournoi final. La génération 1975-1976 compte plusieurs futurs internationaux, dont Ludovic Giuly, Laurent Robert et Patrick Vieira. Thierry Henry et David Trezeguet, nés en 1977, ainsi que le gardien Mickaël Landreau, né en 1979, sont surclassés pour évoluer à leurs côtés. Durant le tour de qualification de l'édition 2000, l'équipe de France termine première de son groupe et est opposée à l'équipe d'Italie en barrage. Les espoirs nés en 1977-1978 comptent dans leurs rangs les futurs champions du monde Henry et Trezeguet, ainsi que Willy Sagnol et Mikaël Silvestre. Nicolas Anelka et Zoumana Camara, nés en 1979, font partie des joueurs surclassés. Les espoirs italiens l'emportent en prolongations lors du match retour, disputé à Tarente, et se qualifient pour la phase finale aux dépens des Bleuets.

##### Succès à l'Euro 2002 (2000-2002)
En 2002, l'équipe de France devance l'Espagne au cours des éliminatoires, et se qualifie face à la Roumanie lors des barrages. Parmi les joueurs nés en 1979-1980 participant à l'édition 2002, figurent notamment les futurs internationaux Jean-Alain Boumsong, Julien Escudé et Sidney Govou. Djibril Cissé et Philippe Mexès, nés respectivement en 1981 et 1982, apparaissent en tant que joueurs surclassés,. Vainqueurs de la Suisse en demi-finale, les « Bleuets » sont ensuite opposés à la Tchéquie. Après un match nul 0-0 en finale, les espoirs tchèques remportent l'épreuve lors de la séance de tirs au but.

##### Échec vers l'Euro 2004 (2002-2004)
La génération 1981-1982 dispute les éliminatoires de l'Euro 2004. L'équipe est composée des futurs internationaux Djibril Cissé, Patrice Évra et Philippe Mexès. Anthony Le Tallec et Florent Sinama-Pongolle, nés en 1984, font partie des joueurs surclassés,. La France termine en tête de son groupe de qualification devant Chypre et est éliminée en barrages par le Portugal. Les espoirs français l'emportent 2-1 au match aller, mais s'inclinent sur le même score au retour, après l'expulsion de Djibril Cissé. Aucun but n'est inscrit en prolongations et le Portugal de Cristiano Ronaldo s'impose finalement aux tirs au but.

#### Sélectionneur national (2004-2010)

##### Début de mandat poussif (2004-2006)
Déjà pressenti pour le poste en 2002, Raymond Domenech est candidat à la succession de Jacques Santini après l'Euro 2004 tout comme Jean Tigana et Laurent Blanc. Membre de la DTN (Directeur technique national) et profitant également du soutien du champion du monde 1998 Aimé Jacquet, il est finalement choisi par le conseil fédéral. Le 12 juillet 2004, le président de la FFF Claude Simonet annonce que Raymond Domenech devient sélectionneur de l'équipe de France A. Lors de sa nomination, il insiste sur la nécessité de modifier de fond en comble le fonctionnement de l'équipe de France à la suite des échecs de 2002 et 2004. Il déclare par exemple, en août 2004 : « Ne rien changer, ne rien tenter conduirait à monter directement à l'échafaud. Il faut changer les habitudes et donc il faut changer les gens. L'équipe de France n'appartient à personne. ». Ainsi, Domenech mène une rupture par rapport à ces prédécesseurs, change l'intégralité du staff et rétablit certaines règles, parfois mal comprises par les joueurs.

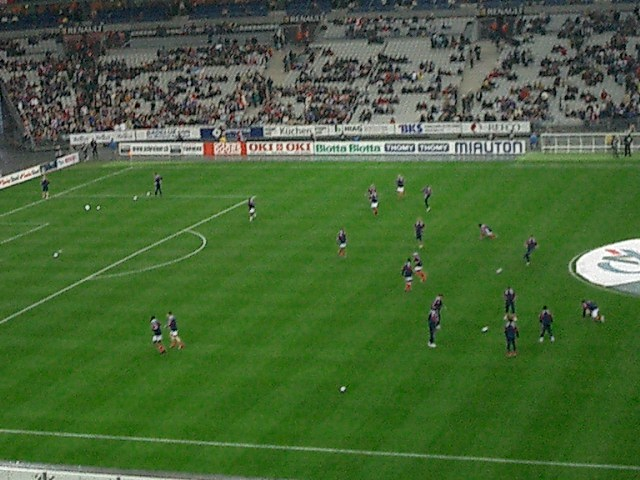
Échauffement lors du match France-Suisse (0-0) en mars 2005.

Pour son premier match, à Rennes, il obtient un nul 1-1 contre la Bosnie-Herzégovine le 18 août 2004. Son premier buteur se nomme Peguy Luyindula. Toutefois, un évènement d'après match, révélé par la presse, marque cette première rencontre : Domenech impose dans les vestiaires à chaque joueur son autocritique. Surpris, certains joueurs refusent même de s'y plier comme Fabien Barthez.
Sa prise de fonction coïncide avec la retraite internationale de plusieurs joueurs cadres, anciens héros de la Coupe du monde 1998 et de l'Euro 2000 (Lilian Thuram, Bixente Lizarazu, Marcel Desailly, Zinédine Zidane). Raymond Domenech doit reconstruire la sélection tout en assurant la qualification pour la Coupe du monde 2006. Pour cela, le sélectionneur mise sur une nouvelle génération de joueurs (Abidal, Évra, Givet, Squilacci, Pedretti, Mavuba, Malouda ou encore Cissé) tout en conservant certains cadres (Barthez, Gallas, Pirès, Giuly, Henry, Wiltord et Vieira qu'il nomme capitaine). Son début de mandat est poussif : les Bleus enchaînent les matchs nuls dont quatre 0-0 au Stade de France. À mi-parcours, la France pointe à la 4e place du classement. En août 2005, Domenech est à l'origine du retour des trois anciens : Zinédine Zidane (qui reprendra alors le capitanat), Lilian Thuram et Claude Makelele qui sont rappelés à partir du match contre la Côte d'Ivoire (3-0). À la faveur de ces retours, l'équipe de France se qualifie pour la Coupe du monde de 2006 après une victoire étriquée en Irlande (1-0) et un dernier match contre Chypre (4-0).

##### Succès à la Coupe du monde 2006

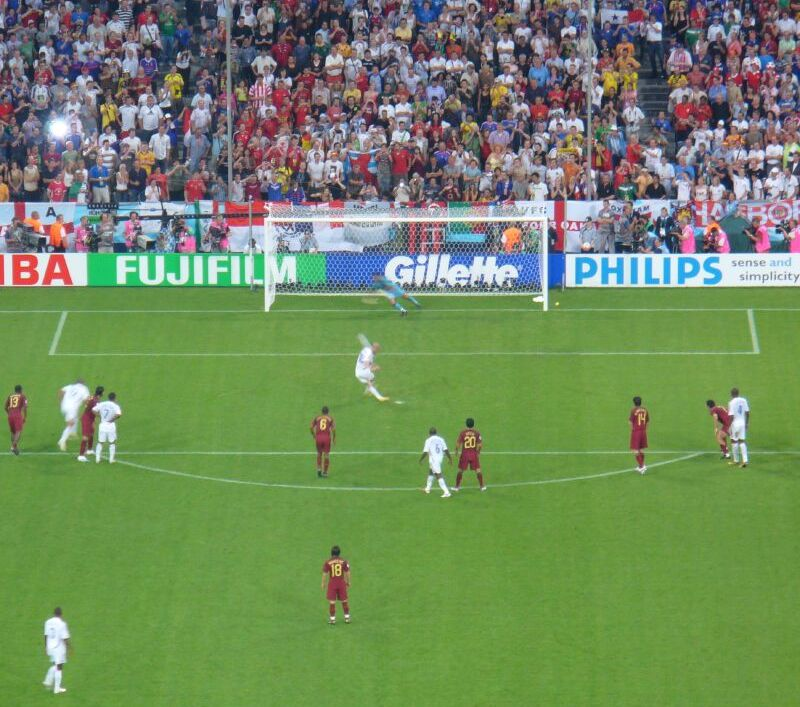
Le penalty de Zidane contre le Portugal envoie la France en finale comme l'avait prédit Raymond Domenech.

Peu avant le Mondial, Domenech subit sa première défaite contre la Slovaquie (1-2) en match amical le 1er mars 2006. Il annonce sa liste des 23 joueurs retenus pour la Coupe du monde le 14 mai. Parmi ses choix forts, il choisit Fabien Barthez comme gardien numéro no 1 aux dépens de Grégory Coupet après plusieurs mois de tractations. De plus, en conflit avec ces deux joueurs, il décide de ne pas emmener Ludovic Giuly et Robert Pirès en Allemagne au profit de Florent Malouda et Franck Ribéry, révélation de la saison. Mais surtout, il surprend en sélectionnant Pascal Chimbonda, inconnu du grand public mais élu meilleur latéral droit d'Angleterre en 2006. Durant les matchs de préparation, Domenech trouve enfin la bonne organisation tactique en 4-2-3-1 avec une défense composée de Sagnol, Thuram, Gallas et Abidal, une paire de milieux défensifs avec Vieira et Makelele, trois milieux offensifs Malouda, Zidane et Ribéry/Wiltord au soutien de l'attaquant de pointe Thierry Henry abandonnant son 4-4-2 de début de mandat.
Raymond Domenech fait appel à Robert Duverne, qui intègre l'encadrement technique de l'équipe de France en vue de la coupe du monde pour remettre certains joueurs en bonnes conditions physique et notamment les cadres trentenaires, comme Barthez, Thuram, Vieira, Makelele, Zidane, Dhorasoo et Wiltord. Les Bleus montent alors progressivement en puissance jusqu'à la finale.
Dans la compétition, après un premier tour très laborieux, deux nuls contre la Suisse (0-0) et la Corée du Sud (1-1) et une victoire contre le Togo (2-0), l'équipe de France monte en puissance de match en match. Elle bat l'Espagne (3-1) en huitième de finale, considéré comme le match le plus réussi sous l'ère Domenech, le Brésil (1-0) en quart, puis le Portugal (1-0) en demi-finale. À de nombreuses occasions avant le tournoi, Domenech avait donné rendez-vous le 9 juillet 2006, date de la finale de la coupe du monde à Berlin, le sélectionneur remporte donc son pari. L'équipe de France y parvient mais s'incline aux tirs au but contre l'équipe d'Italie au terme d'une rencontre marquée par la « panenka » sur penalty, puis l'expulsion de Zinédine Zidane pour son dernier match officiel. Fort de ce résultat, il renégocie son contrat de sélectionneur qui est prolongé jusqu'en 2010.

##### Échec de l'Euro 2008

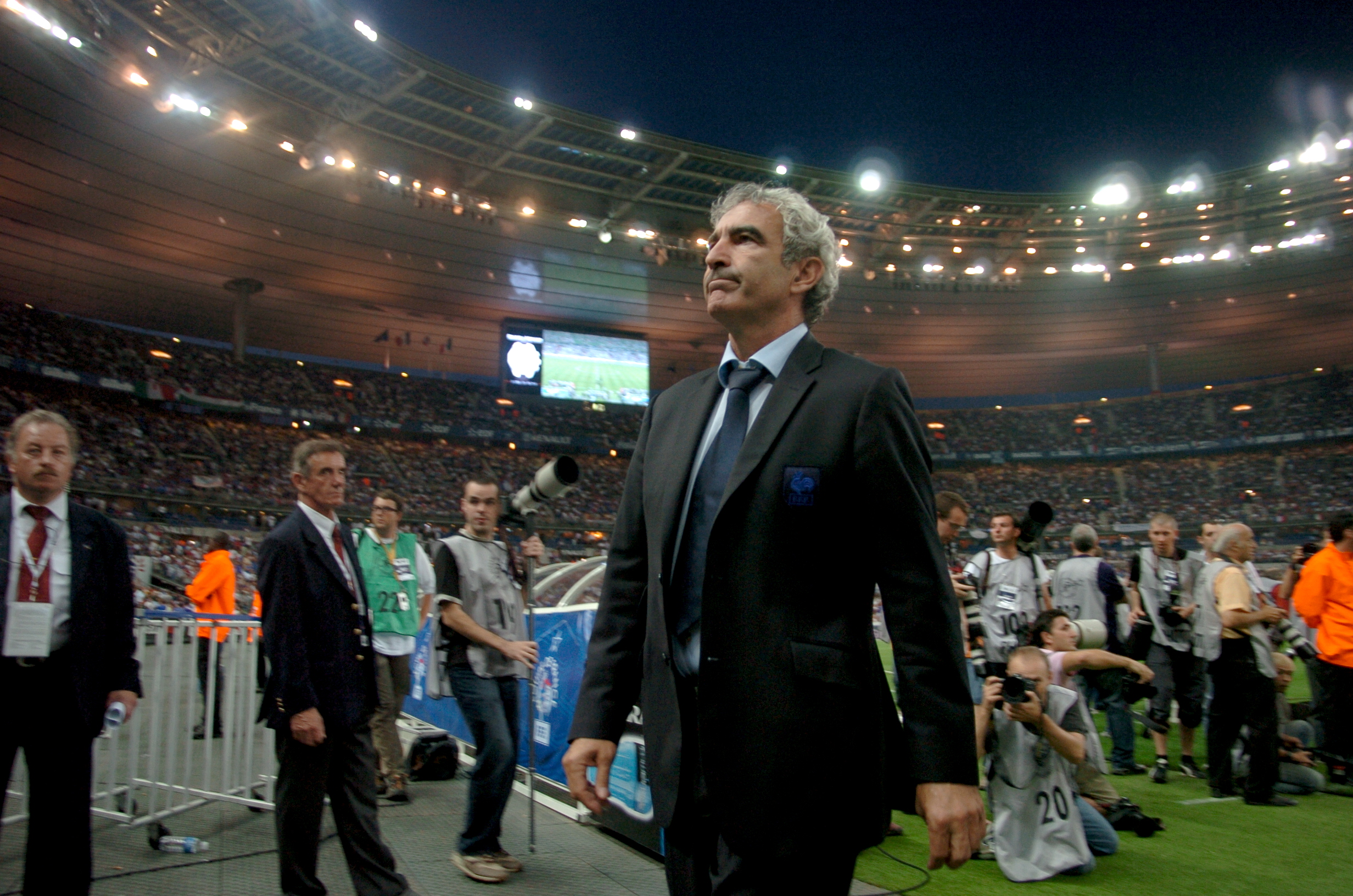
Raymond Domenech, sélectionneur de l'Equipe de France, le 06 septembre 2006 au Stade de France, avant le match France - Italie comptant pour les éliminatoires de l'Euro 2008.

Après le Mondial, l'équipe de France commence la campagne de qualification pour l'Euro 2008 par une revanche sur le champion du monde italien (3-1) le 6 septembre 2006 au Stade de France. Dans cette phase éliminatoire, il s'appuie sur les joueurs ayant pris part à la Coupe du monde 2006 et incorpore de nouveaux joueurs : Karim Benzema, Samir Nasri ou Patrice Évra. Parallèlement, il ferme la porte de la sélection à certains joueurs, dont Ludovic Giuly, David Trezeguet ou Philippe Mexès, malgré leurs bonnes performances en clubs. Au fil des matches éliminatoires, la France perd à deux reprises contre l'Écosse, fait un match nul contre l'Italie au match retour à l'occasion duquel Domenech est suspendu par l'UEFA, en raison de ses déclarations visant l'arbitrage durant un match face à la sélection italienne espoirs quelques années auparavant. À l'issue d'un dernier match nul (2-2) contre l'Ukraine, la qualification de la France pour les phases finales est acquise.

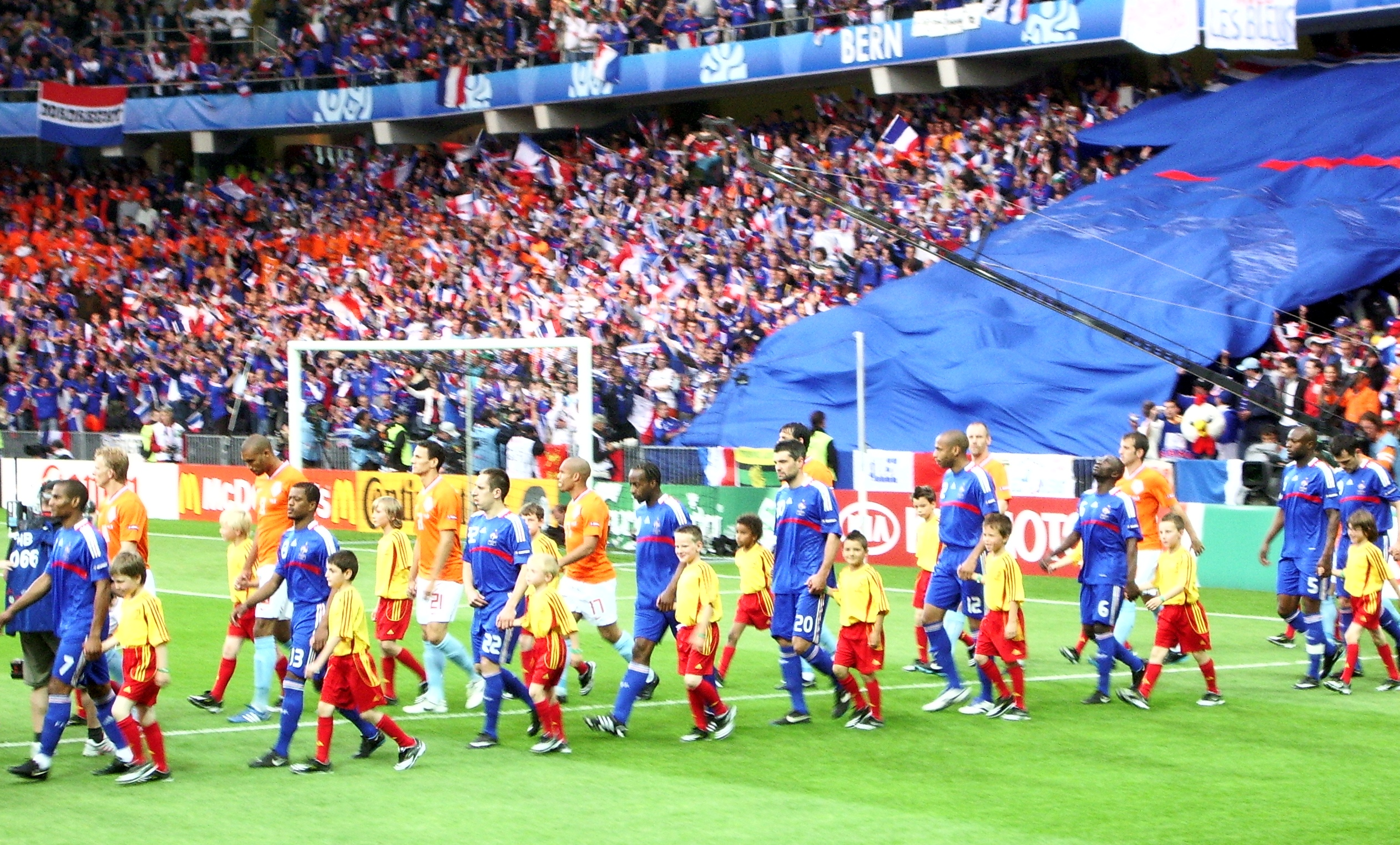
Face aux Pays-Bas, la France est humiliée 4-1 à l'Euro 2008.

Avant l'Euro 2008, il doit effectuer plusieurs choix parmi une liste de 23 joueurs pré-sélectionnés : il décide de se passer de David Trezeguet, Philippe Mexès ou encore Djibril Cissé et fait confiance à ses cadres Lilian Thuram, Claude Makelele et Thierry Henry avec une sélection surprise, celle du jeune stéphanois Bafétimbi Gomis, auteur d'un doublé quelques jours plus tôt contre l'Équateur en match amical. À l'Euro 2008, placé dans le groupe le plus relevé de la compétition, la France est tenue en échec par la Roumanie lors du premier match (0-0) puis est corrigée par la brillante équipe des Pays-Bas (4-1) malgré le retour de Thierry Henry. La défaite face à l'Italie (2-0) clôt le suspense en éliminant la France. De plus, Domenech n'a pas su gérer le cas de Patrick Vieira, qui blessé, n'a pas pu jouer une seule rencontre alors qu'il l'avait emmené en Suisse.
De nombreuses critiques de la part de la presse française et de la presse étrangère, en particulier italienne et britannique, imputent en partie à Raymond Domenech l'échec français à l'Euro. The Times va jusqu'à lui décerner, avant même l'élimination face à l'Italie, le titre de « plus mauvais sélectionneur de l'Euro ». La presse italienne se montre pour sa part ironique, à l'image du Corriere dello Sport, qui le remercie d'avoir eu « l'idée géniale » de ne pas sélectionner Trezeguet.
Bruno Causé cite dans Le Monde qu'en dehors du Tournoi de Toulon, il reste le sélectionneur qui n'a jamais rien gagné
En France, la question de son maintien au poste de sélectionneur est posée, mais le conseil fédéral de la FFF du 3 juillet 2008 – alors même que le président Jean-Pierre Escalettes parle d'« échec retentissant » – le maintient en place, son contrat courant jusqu'en 2010. Le porte-parole de la FFF précise cependant, à l'issue de ce conseil, que « les conditions d'exercice de sa mission et les modalités de gestion de la sélection nationale » seront redéfinies. Le sélectionneur s'engage aussi à changer sa communication. Cette décision a entraîné une nouvelle vague de critiques de la part de certains médias et d'anciens membres de France 98 qui militaient pour la nomination de Didier Deschamps. Les choix du sélectionneur sont désormais mis en doute, ses compositions d'équipe ainsi que son coaching sont parfois jugés défaillants.

##### Qualification laborieuse pour le Mondial (2008-2010)

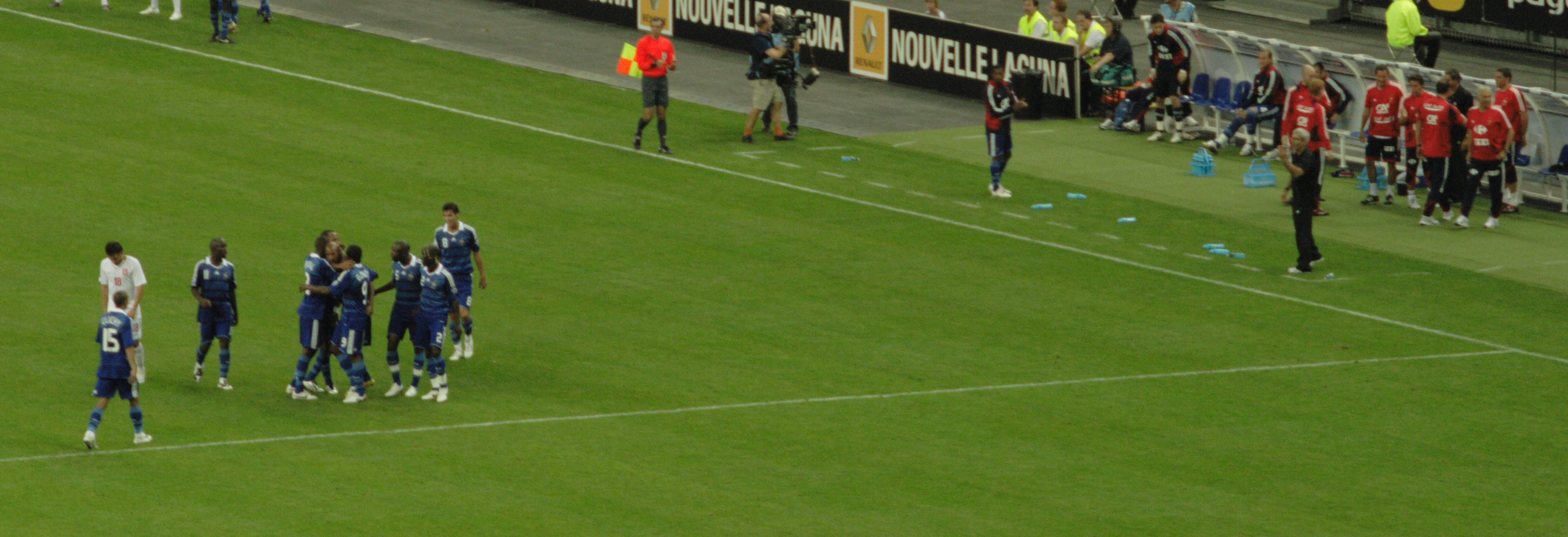
Raymond Domenech sur le bord du terrain pendant le match France-Serbie (2-1) en septembre 2008.

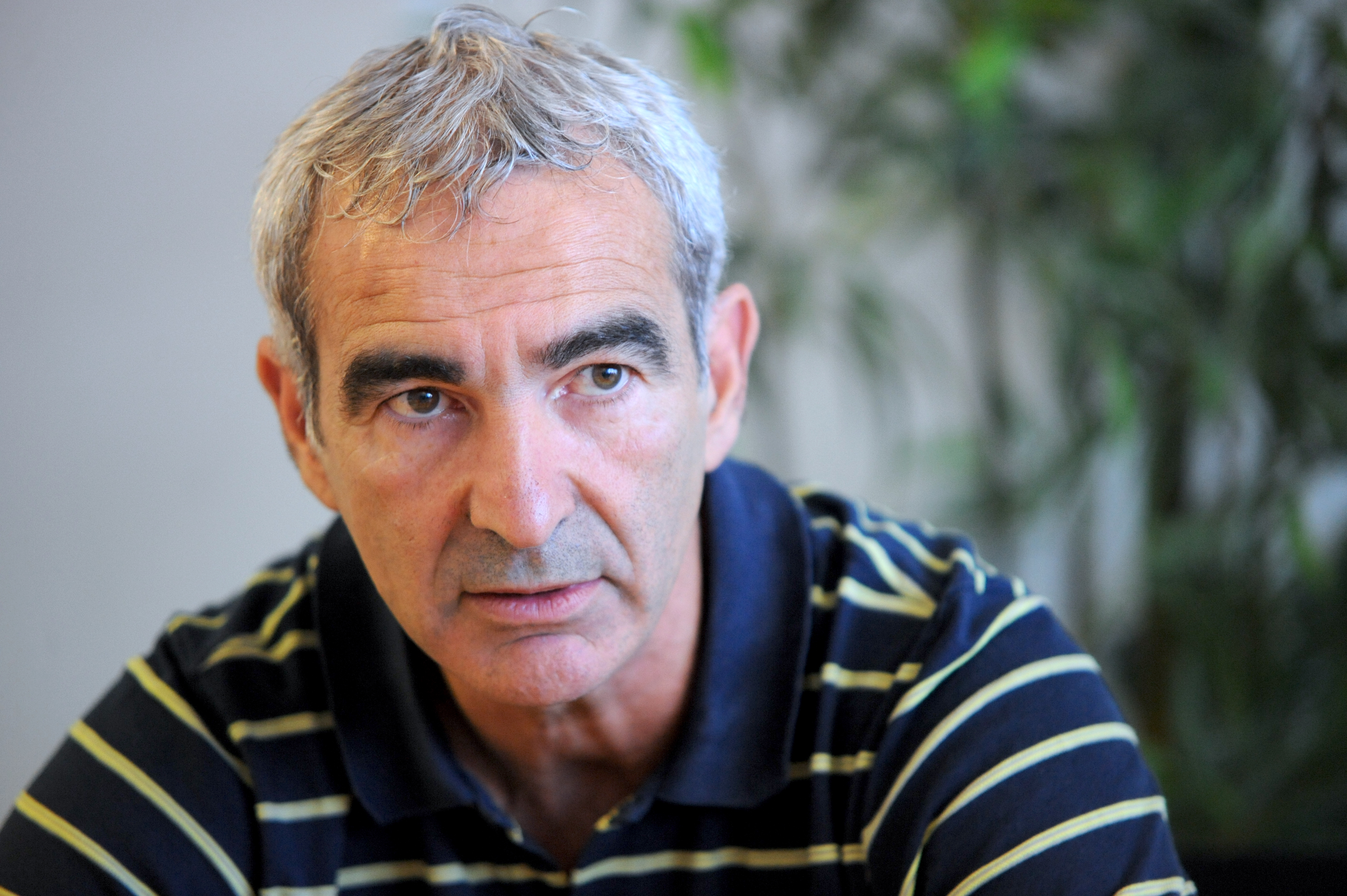
Raymond Domenech, le 28 août 2009 à Paris.

Face à ces critiques, l'équipe de France manque son entrée dans les qualifications pour la Coupe du monde 2010 en s'inclinant 3-1 contre l'Autriche à Vienne. Les médias se déchaînent contre Raymond Domenech et réclament sa démission. Les Bleus gagnent contre la Serbie (2-1) au Stade de France avant d'obtenir un nul miraculeux en Roumanie (2-2). La tête du sélectionneur est provisoirement sauvée. Par la suite, l'équipe de France est humiliée au Vélodrome face à l'Argentine de Messi (2-0) en amical mais bat la Lituanie 0-1 à deux reprises, qui permettent aux Bleus de remonter à la deuxième place du groupe, à deux longueurs de la Serbie. Après deux matchs peu convaincants face à au Nigeria (défaite 1-0) et à la Turquie (victoire 1-0) en juin, les Bleus de Domenech battent les Îles Féroé à l'extérieur par 1-0, but de André-Pierre Gignac. Grâce à cette victoire, l'équipe de France se retrouve à la 9e place au classement FIFA et se rapproche à cinq points de la Serbie pour la qualification au Mondial 2010 avec un match en plus à jouer. Le 7 septembre 2009, après un match nul (1-1) à domicile contre la Roumanie qui oblige pratiquement l'équipe de France à passer par les barrages pour se qualifier, le journal Le Parisien révèle que Thierry Henry « au nom du groupe » avait contesté le coaching de Domenech avant la rencontre. En novembre, l'équipe de France arrache sa qualification après un match de barrage contre l'Irlande remporté grâce à une main de Thierry Henry sur le but de Gallas, déclenchant une vaste polémique. À la suite de cette qualification, la question du renvoi de Domenech est à nouveau posée. De plus, quelques jours après, hebdomadaire France Football révèle que Domenech va toucher une prime de 862 000 euros, l'intéressé dément mais Le Monde confirme qu'il touchera finalement 826 222 euros de primes de qualification par la FFF.

##### Fiasco de la Coupe du monde 2010
Lors du premier match de l'année contre l'Espagne, l'équipe de France est baladée au Stade de France par la Roja (0-2). Le sélectionneur n'a toujours pas trouvé la bonne formule pour son attaque où Ribéry, Henry et Malouda se disputent le côté gauche tandis que le rendement d'Anelka et Gourcuff laisse à désirer. Domenech annonce sa liste des 23 joueurs retenus pour le Mondial le 11 mai 2010 au journal de 20 heures sur TF1. Pénalisé par ses blessures, Domenech décide de ne pas emmener son capitaine Patrick Vieira en Afrique du Sud tout comme Benzema et Nasri notamment pour leur comportement. En outre, il sélectionne le défenseur bordelais Marc Planus ainsi que Mathieu Valbuena, champion de France avec Marseille. Les matchs de préparation sont très décevants : après une victoire contre le Costa Rica (2-1), les Bleus font match nul face à la Tunisie (1-1) et surtout s'inclinent 1-0 contre la Chine, classée 84e au classement FIFA.

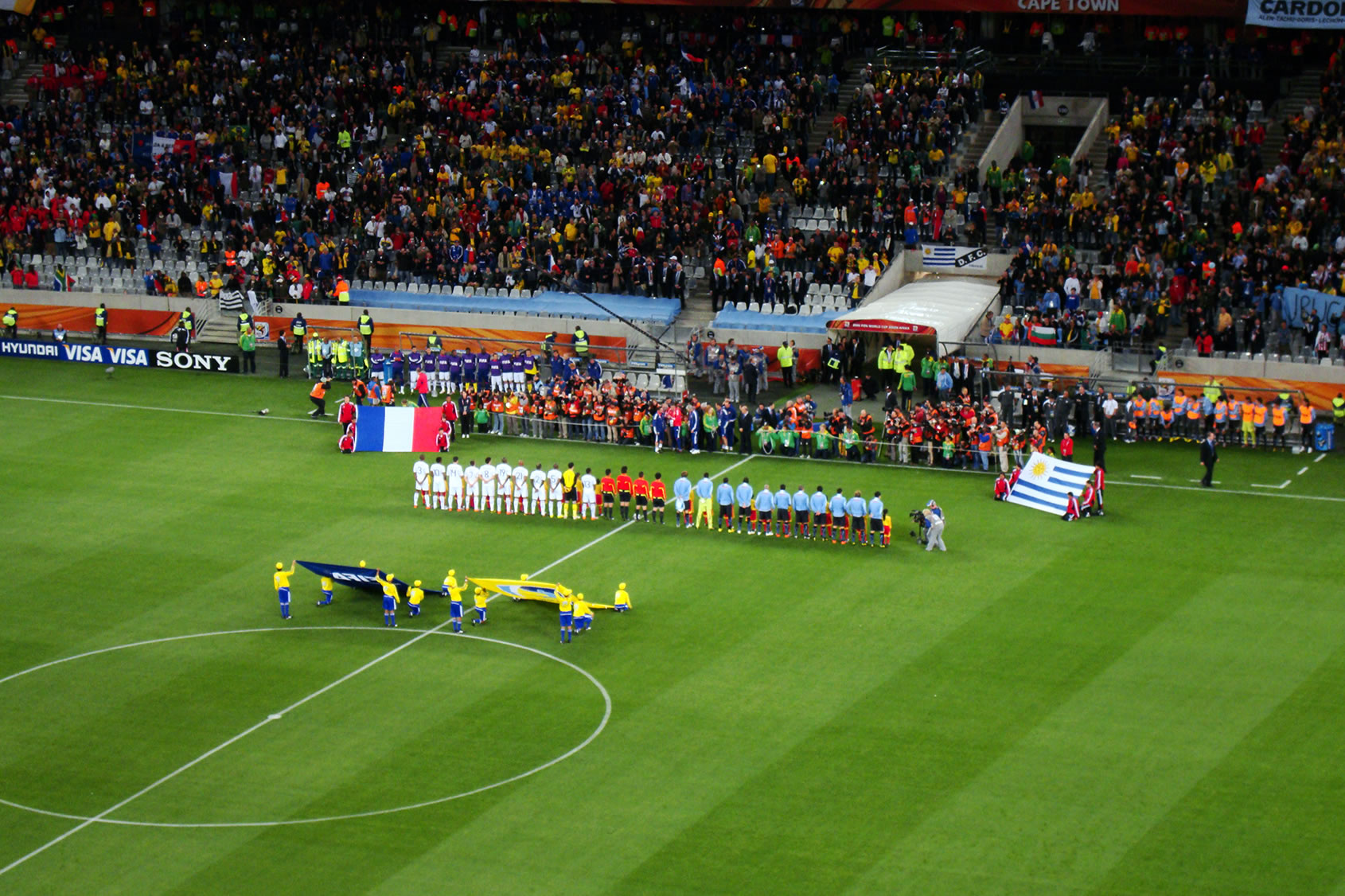
Premier match contre l'Uruguay
(0-0).

Pour son entrée dans la compétition, l'équipe de France fait match nul contre l'Uruguay (0-0). Son deuxième match face au Mexique est perdu sur le score de 2 à 0 et lors de son dernier match contre l'Afrique du Sud, l'équipe de France est battue (2-1). L'équipe de France est ainsi éliminée dès la phase de groupes de la compétition. Raymond Domenech se retrouve de nouveau sévèrement critiqué par la presse qui lui donne une grande part de responsabilité dans ce qui est considéré comme un fiasco sportif doublé d'une crise morale. En effet, le parcours français dans cette compétition est marqué par de nombreux incidents fortement médiatisés : Nicolas Anelka renvoyé après avoir insulté son sélectionneur lors de ce que Domenech qualifie de simple « fait de vestiaire », « chasse au traître » lancée par le capitaine Patrice Évra, boycott d'un entraînement par les joueurs, démission d'un cadre de la fédération, refus de Domenech de serrer la main du sélectionneur de l'équipe d'Afrique du Sud Carlos Alberto Parreira à la fin du dernier match.
Après la défaite face à l'Afrique du Sud, Raymond Domenech quitte ses fonctions de sélectionneur national dans la tourmente, son contrat se terminant le 31 juillet 2010. Laurent Blanc lui succède. Ainsi, entre 2004 et 2010, Raymond Domenech aura dirigé 79 matchs (41 victoires, 24 matchs nuls et 14 défaites) dépassant le précédent record de Michel Hidalgo (75 rencontres).
Le 5 septembre 2010, Raymond Domenech est officiellement licencié par la Fédération française de football pour « faute grave » après son attitude en Afrique du Sud, ayant « refusé de serrer la main de Carlos Alberto Parreira, son homologue sud-africain » ainsi que pour « sa gestion de l’affaire Anelka ».
Le 24 septembre 2010, à la suite de son licenciement pour faute grave, il s'inscrit à l'agence Pôle emploi du 15e arrondissement de Paris.
Le 3 novembre 2010, il saisit le tribunal des prud'hommes pour réclamer 2,9 millions d'euros à la FFF, au titre des « indemnités de licenciement — 400 000 € avec des rappels de salaire — » ainsi que pour « réparation du préjudice professionnel et moral, évalué à trois ans de salaire ». Il obtient 975 000 € brut (575 000 € sur la base des années d'ancienneté et 400 000 € au titre d'une « indemnité transactionnelle supplémentaire ») et renonce à ses 150 000 € de primes de droits à l'image du Mondial 2010, à la suite d'un accord avec la FFF le 4 août 2011.

### Reconversion

#### Consultant (depuis 1999)

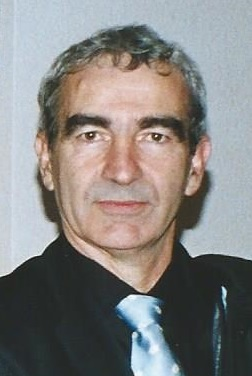
Raymond Domenech en 2005.

Entre 1999 et 2004, il est consultant sur TPS Star où il commente les matchs de Championnat de France de football avec Jean-Philippe Goron.
À partir de janvier 2012, il est consultant et chroniqueur dans Tribune Foot, émission hebdomadaire présentée par Nicolas Vilas sur Ma Chaîne Sport. Fin août 2012, il rejoint l'équipe d'On refait le monde de Marc-Olivier Fogiel sur RTL.
Il est depuis le 5 mars 2014 (jour du match amical France-Pays-Bas), consultant sur Europe 1.
Il est depuis septembre 2016, consultant pour La chaîne L'Équipe. Raymond Domenech a été chroniqueur dans l'émission L'équipe d'Estelle  présentée par Estelle Denis.

#### Bénévolat (depuis 2010)
Le 17 novembre 2010, Raymond Domenech rechausse les crampons pour entraîner les poussins du club de football de l'Athletic Club de Boulogne-Billancourt, sur le terrain de Marnes-la-Coquette. Cette opération bénévole devrait se répéter pour la suite de la saison.

#### Télévision (depuis 2011)
En juillet 2011, il entraîne une équipe dans l'Étoffe des champions, émission présentée par Alexandre Ruiz, sur France 3.

#### Président du syndicat des entraîneurs français (depuis 2016)
Le 11 avril 2016, Raymond Domenech est nommé sélectionneur de l'équipe de Bretagne, sélection non officielle.
Le 3 octobre 2016, il est nommé président de l'UNECATEF, le syndicat des entraîneurs français à la place de Joël Muller. Il est réélu Président du syndicat, le 15 mars 2021.

## Relations avec les médias
Au-delà de ses choix d'entraîneur, la communication de Raymond Domenech a également été mise en cause. Depuis 1998 et l'explosion de l'exposition médiatique du football français, les sélectionneurs nationaux, depuis Aimé Jacquet, popularisés au même titre que les joueurs, voient leurs propos repris et analysés partout, y compris dans une presse non spécialisée, leur vie privée exposée dans les revues populaires. Entretenant une certaine connivence avec la presse (il vit avec une journaliste), son discours peu formaté est parfois jugé méprisant. S'il paraît dans le souci constant de protéger ses joueurs, quel que soit leur niveau de performance, ses déclarations quelquefois floues, maladroites ou inappropriées ont suscité l'incompréhension à plusieurs reprises,.
Dans la même ligne qu'Aimé Jacquet et Roger Lemerre, ses rapports avec la presse sont dominés par une relation d'attraction/répulsion et un certain manque de professionnalisme, lui-même considérant nombre de journalistes sportifs comme incompétents et généralement incapables d'appréhender tous les paramètres du football de haut niveau. Le quotidien sportif généraliste L'Équipe, qui avait déjà pris Jacquet pour cible avant le Mondial 98, la radio RMC notamment l'émission L'After (Jean-Michel Larqué, Rolland Courbis et Daniel Riolo) fait campagne pour son éviction au profit d'un de ses consultants, l'ancien capitaine des champions du monde et d'Europe Didier Deschamps lors de l'Euro 2008.
Dans les colonnes de L'Équipe en janvier 2009, Raymond Domenech parle de mauvaise foi de la part de certains anciens joueurs devenus consultants. Le premier visé est Luis Fernandez (RMC) qui lui répond quelques jours plus tard.
Un mois plus tard, une altercation intervient sur le plateau du Canal Football Club entre Domenech et Christophe Dugarry, celui-ci lui reprochant de ne « jamais parler de football »,. Dans un entretien accordé au Télégramme, en octobre 2009, Domenech s'en prend à Jean-Michel Larqué (consultant sur TF1 et RMC) sans le citer, évoquant son expérience d'entraîneur courte de trois mois (au PSG en 1977-1978), le qualifiant de « vieux rabougri ». Larqué donne sa réponse : « Je n'ai entraîné que trois mois mais j'ai le même palmarès que lui. ». Après la qualification difficile de l'équipe de France pour le Mondial 2010, Domenech est invité sur RTL dans une émission avec Bixente Lizarazu et un échange tendu aura lieu entre les deux hommes. Comme Dugarry, le consultant basque reproche également à Domenech de ne « pas parler football » puis Domenech quitte l'émission. En avril 2010, il accepte de se confronter aux questions du public français et de Pierre Ménès dans l'émission Canal Football Club peu avant la Coupe du monde.
Le 9 novembre 2010, « jouant » sur le fiasco des Bleus lors de la dernière Coupe du monde, il devient avec humour et de son plein gré « l'homme à battre » dans une publicité pour le site de poker en ligne Bwin ayant pour slogan « Vengez-vous ».

## Statistiques

### En tant que joueur Générales par saison
| Saison                | Club                  | Championnat           | Championnat | Championnat | Coupe(s) nationale(s) | Coupe(s) nationale(s) | Supercoupe | Supercoupe | Compétition(s) continentale(s) | Compétition(s) continentale(s) | Compétition(s) continentale(s) | France | France | Total | Total |
| Saison                | Club                  | Division              | M.          | B.          | M.                    | B.                    | M.         | B.         | Comp.                          | M.                             | B.                             | M.     | B.     | M.    | B.    |
| 1970-1971             | Olympique lyonnais    | 1                     | 37          | 2           | 9                     | 0                     | -          | -          | -                              | -                              | -                              | -      | -      | 46    | 2     |
| 1971-1972             | Olympique lyonnais    | 1                     | 32          | 1           | 1                     | 0                     | -          | -          | -                              | -                              | -                              | -      | -      | 33    | 1     |
| 1972-1973             | Olympique lyonnais    | 1                     | 38          | 0           | 9                     | 0                     | -          | -          | -                              | -                              | -                              | 1      | 0      | 48    | 0     |
| 1973-1974             | Olympique lyonnais    | 1                     | 27          | 0           | 7                     | 1                     | -          | -          | C2                             | 3                              | 0                              | -      | -      | 37    | 1     |
| 1974-1975             | Olympique lyonnais    | 1                     | 35          | 3           | 1                     | 0                     | -          | -          | C3                             | 4                              | 3                              | -      | -      | 40    | 6     |
| 1975-1976             | Olympique lyonnais    | 1                     | 36          | 0           | 9                     | 0                     | -          | -          | C3                             | 2                              | 0                              | 4      | 0      | 51    | 0     |
| 1976-1977             | Olympique lyonnais    | 1                     | 34          | 1           | 1                     | 0                     | -          | -          | -                              | -                              | -                              | 1      | 0      | 36    | 1     |
| 1977-1978             | Olympique lyonnais    | 1                     | 7           | 0           | -                     | -                     | -          | -          | -                              | -                              | -                              | -      | -      | 7     | 0     |
| Sous-total            | Sous-total            | Sous-total            | 246         | 7           | 37                    | 1                     | -          | -          | -                              | 9                              | 3                              | -      | -      | 292   | 11    |
| 1977-1978             | RC Strasbourg         | 1                     | 30          | 1           | 2                     | 0                     | -          | -          | -                              | -                              | -                              | -      | -      | 32    | 1     |
| 1978-1979             | RC Strasbourg         | 1                     | 37          | 2           | 8                     | 1                     | -          | -          | C3                             | 5                              | 0                              | 2      | 0      | 52    | 3     |
| 1979-1980             | RC Strasbourg         | 1                     | 38          | 1           | 3                     | 0                     | -          | -          | C1                             | 6                              | 0                              | -      | -      | 47    | 1     |
| 1980-1981             | RC Strasbourg         | 1                     | 22          | 0           | 6                     | 0                     | -          | -          | -                              | -                              | -                              | -      | -      | 28    | 0     |
| Sous-total            | Sous-total            | Sous-total            | 127         | 4           | 19                    | 1                     | -          | -          | -                              | 11                             | 0                              | -      | -      | 157   | 5     |
| 1981-1982             | Paris Saint-Germain   | 1                     | 19          | 1           | 3                     | 0                     | -          | -          | -                              | -                              | -                              | -      | -      | 22    | 1     |
| Sous-total            | Sous-total            | Sous-total            | 19          | 1           | 3                     | 0                     | -          | -          | -                              | -                              | -                              | -      | -      | 22    | 1     |
| 1982-1983             | Girondins de Bordeaux | 1                     | 18          | 2           | 4                     | 0                     | -          | -          | C3                             | 5                              | 0                              | -      | -      | 27    | 2     |
| 1983-1984             | Girondins de Bordeaux | 1                     | 22          | 1           | -                     | -                     | -          | -          | C3                             | 2                              | 0                              | -      | -      | 24    | 1     |
| Sous-total            | Sous-total            | Sous-total            | 40          | 3           | 4                     | 0                     | -          | -          | -                              | 7                              | 0                              | -      | -      | 51    | 3     |
| 1984-1985             | FC Mulhouse           | 2                     | 12          | 0           | -                     | -                     | -          | -          | -                              | -                              | -                              | -      | -      | 12    | 0     |
| 1985-1986             | FC Mulhouse           | 2                     | 1           | 0           | -                     | -                     | -          | -          | -                              | -                              | -                              | -      | -      | 1     | 0     |
| Sous-total            | Sous-total            | Sous-total            | 13          | 0           | -                     | -                     | -          | -          | -                              | -                              | -                              | -      | -      | 13    | 0     |
| Total sur la carrière | Total sur la carrière | Total sur la carrière | 445         | 15          | 63                    | 2                     | 0          | 0          | -                              | 27                             | 3                              | 8      | 0      | 543   | 20    |

| Sél. | Date               | Lieu                                 | Adversaire           | Résultat | Compétition                       | Commentaires                       |
| ---- | ------------------ | ------------------------------------ | -------------------- | -------- | --------------------------------- | ---------------------------------- |
| 1    | 19 mai 1973        | Parc des Princes, Paris, France      | République d'Irlande | 1-1      | Éliminatoires Coupe du monde 1974 | Titulaire                          |
| 2    | 3 septembre 1975   | Stade Marcel-Saupin, Nantes, France  | Islande              | 3-0      | Éliminatoires Euro 1976           | Titulaire                          |
| 3    | 15 novembre 1975   | Parc des Princes, Paris, France      | Belgique             | 0-0      | Éliminatoires Euro 1976           | Titulaire                          |
| 4    | 27 mars 1976       | Parc des Princes, Paris, France      | Tchécoslovaquie      | 2-2      | Match amical                      | Titulaire                          |
| 5    | 24 avril 1976      | Stade Félix-Bollaert, Lens, France   | Pologne              | 2-0      | Match amical                      | Titulaire                          |
| 6    | 1er septembre 1976 | Idrätsparken, Copenhague, Danemark   | Danemark             | 1-1      | Match amical                      | Remplaçant (entre à la 46e minute) |
| 7    | 4 avril 1979       | Tehelné Pole, Bratislava, Slovaquie  | Tchécoslovaquie      | 2-0      | Éliminatoires Euro 1980           | Titulaire                          |
| 8    | 2 mai 1979         | Giants Stadium, New York, États-Unis | États-Unis           | 0-6      | Match amical                      | Titulaire                          |

### En tant qu'entraîneur

#### Générales par saison
| Équipe             | Division   | Pays   | Début | Fin   | Matchs | Matchs | Matchs | Matchs | Stats | Stats | Stats |
| Équipe             | Division   | Pays   | Début | Fin   | J      | V      | N      | D      | Vic.% | Nul.% | Déf.% |
| ------------------ | ---------- | ------ | ----- | ----- | ------ | ------ | ------ | ------ | ----- | ----- | ----- |
| FC Mulhouse        | Division 1 | France | 1984  | 1988  | 102    | 55     | 31     | 16     | 55 %  | 30 %  | 15%   |
| Olympique lyonnais | Division 1 | France | 1988  | 1993  | 186    | 67     | 59     | 60     | 36 %  | 32 %  | 32 %  |
| FC Nantes          | Division 1 | France | 2020  | 2021  | 8      | 0      | 4      | 4      | 0%    | 50%   | 50%   |
| Total              | Total      | Total  | Total | Total | 296    | 122    | 94     | 80     | 41%   | 32%   | 27%   |

### En tant que sélectionneur

#### Générales par saison
Raymond Domenech est nommé à la tête de l'équipe de France espoirs le 1er juillet 1993. Son premier match est un match nul 1-1 contre la Suède le 21 août 1993. Son dernier match est une victoire 1-0 également contre la Suède en finale du Tournoi de Toulon le 10 juin 2004, avant sa nomination comme sélectionneur de l'équipe de France A.
En 2001, il dirige également l'Équipe de France des moins de 20 ans de football, notamment à la Coupe du monde de football des moins de 20 ans 2001,.
Sous la direction de Raymond Domenech, du 18 août 2004 au 22 juin 2010, l'équipe de France a gagné 41 de ses 79 matchs, soit 51,9 %, et en a perdu 14.
| Saison                             | Équipe                   | J   | G  | N  | P  |
| ---------------------------------- | ------------------------ | --- | -- | -- | -- |
| 1993-1994                          | Équipe de France espoirs | 13  | 8  | 4  | 1  |
| 1994-1995                          | Équipe de France espoirs | 8   | 5  | 2  | 1  |
| 1995-1996                          | Équipe de France espoirs | 16  | 10 | 3  | 3  |
| 1996-1997                          | Équipe de France espoirs | 9   | 6  | 2  | 1  |
| 1997-1998                          | Équipe de France espoirs | 11  | 2  | 5  | 4  |
| 1998-1999                          | Équipe de France espoirs | 15  | 10 | 2  | 3  |
| 1999-2000                          | Équipe de France espoirs | 9   | 4  | 2  | 3  |
| 2000-2001                          | Équipe de France espoirs | 8   | 5  | 3  | 0  |
| 2001-2002                          | Équipe de France espoirs | 13  | 11 | 1  | 1  |
| 2002-2003                          | Équipe de France espoirs | 9   | 8  | 1  | 0  |
| 2003-2004                          | Équipe de France espoirs | 13  | 7  | 5  | 1  |
|                                    | Bilan,                   | 124 | 76 | 30 | 18 |
| 2000-2001                          | Équipe de France -20 ans | 12  | 5  | 3  | 4  |
|                                    | Bilan                    | 12  | 5  | 3  | 4  |
| 2004-2005                          | Équipe de France         | 10  | 3  | 7  | 0  |
| 2005-2006                          | Équipe de France         | 18  | 12 | 5  | 1  |
| 2006-2007                          | Équipe de France         | 11  | 9  | 0  | 2  |
| 2007-2008                          | Équipe de France         | 15  | 6  | 5  | 4  |
| 2008-2009                          | Équipe de France         | 11  | 6  | 2  | 3  |
| 2009-2010                          | Équipe de France         | 14  | 5  | 5  | 4  |
|                                    | Bilan                    | 79  | 41 | 24 | 14 |
| Notes : Mis à jour le 25 juin 2010 |                          |     |    |    |    |

#### Matchs de l'équipe de France sous l'ère Domenech
Le tableau suivant liste les rencontres de l'équipe de France depuis la prise de fonction de Raymond Domenech en tant que sélectionneur le 12 juillet 2004 jusqu'au 22 juin 2010. Au terme de son mandat, il a disputé 79 matchs avec les Bleus avec 41 victoires, 24 matchs nuls, 14 défaites avec 110 buts marqués, et 55 buts encaissés.

## Palmarès

### En tant que joueur
Chez les jeunes de l'Olympique lyonnais, il est finaliste de la Coupe Gambardella en 1970. Avec l'équipe première, il parvient trois fois en finale de la coupe de France : il perd en 1971 et 1976 mais la remporte en 1973,
,.
Il remporte le Championnat de France en 1979 avec le RC Strasbourg.
Il remporte la Coupe de France en 1982 avec le Paris Saint-Germain.
Il remporte une deuxième fois le Championnat de France en 1984 avec les Girondins de Bordeaux, après avoir été vice-champion en 1983.

### En tant qu'entraîneur

#### En club
Raymond Domenech remporte le titre de champion de France de Division 2 en 1989 avec l'Olympique lyonnais.

#### En sélection
Avec les sélections nationales Espoirs puis A, Raymond Domenech atteint la finale du championnat d'Europe Espoirs en 2002 (et deux demi-finales), le Tournoi de Toulon (et une finale et trois demi-finale), les quarts de finale des Jeux olympiques 1996 puis la finale de la Coupe du monde 2006.
Il est le deuxième entraîneur français à être parvenu en finale de Coupe du monde de football après Aimé Jacquet, le premier à qualifier l'équipe de France en matches de poule (sans qualification directe au titre de pays organisateur ou d'ancien vainqueur) pour trois grands championnats internationaux consécutifs (2006, 2008, 2010).
- Équipe de France espoirs
  - Vice-champion d'Europe en 2002 et demi-finaliste en 1994 et 1996.
  - Vainqueur du Tournoi de Toulon en 2004, finaliste en 1998 et demi-finaliste en 1994, 1999 et 2001.
  - Vainqueur du Tournoi de Casablanca espoirs en 1999.
  - Quart de finaliste des Jeux olympiques en 1996.
- Équipe de France -20 ans
  - Quart de finaliste de la Coupe du monde en 2001.
- Équipe de France
  - Vice-champion du monde en 2006.

## Distinctions personnelles et records
- Officier de l'ordre national du Mérite en 2007[1]
- Deuxième sélectionneur français à être parvenu en finale de Coupe du monde de football après (Aimé Jacquet)
- Premier sélectionneur français à qualifier l'équipe de France en matches de poule (sans qualification directe au titre de pays organisateur ou d'ancien vainqueur) pour trois grands championnats internationaux consécutifs
- Deuxième sélectionneur français en matchs dirigés avec 79 matchs (après Didier Deschamps)

## Activités extra-sportives

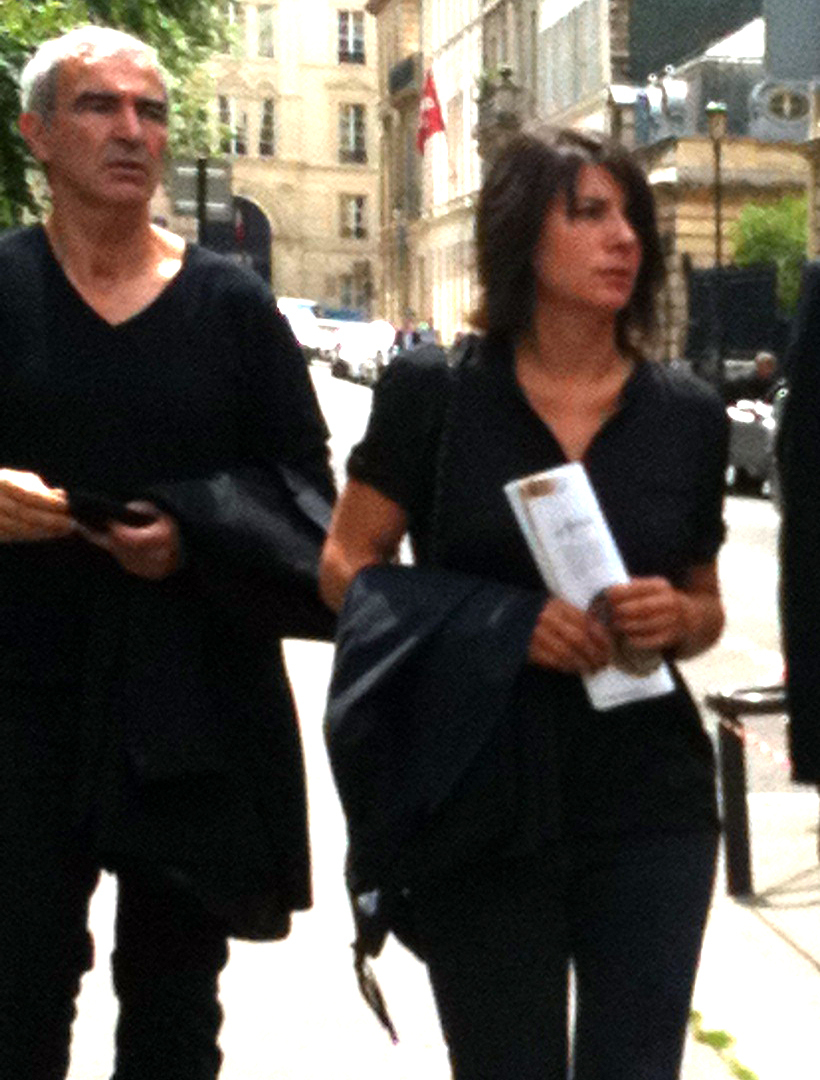
Raymond Domenech et Estelle Denis, en 2012.

Raymond Domenech est amateur (et acteur) de théâtre. En 2007, Il a joué son propre rôle dans une scène du film Le Cœur des hommes 2 réalisé par Marc Esposito, mais la scène a été coupée au montage.
Entre 1998 et 2004, il joue régulièrement sur scène avec la Compagnie Le Trimaran de son ami l'auteur-Metteur en scène Stéphane Tournu-Romain. À son actif, quatre spectacles « Temps de Foot », il crée alors le personnage de Zhen, « Clair Obscur » « Et Demain la lumière » dans le rôle du Caporal Barnabé, spectacle retraçant la vie d'une escouade lors de la Grande Guerre et « L'Echo de la Mer » dont il est le narrateur en compagnie du navigateur Michel Desjoyaux. Durant ces années, il participe à plus d'une soixantaine de représentations. À noter qu'il a joué en 2002 en Angleterre dans la langue de Shakespeare l'adaptation de « Clair Obscur » dont le narrateur est alors Gareth Southgate, capitaine de l’Équipe Nationale Anglaise de Football.
En 2001, il joue dans le film de Bernard Favre « La surface de réparation ».
Raymond Domenech est féru d'astrologie. Dans une émission du Droit de savoir diffusée en février 2005 et consacrée à ce thème, il affirme que l'astrologie est un de ses critères de sélection des joueurs.
Lors d'un sondage publié en décembre 2010, il fait partie des personnalités qui agacent le plus les Français avec les politiques Ségolène Royal, Brice Hortefeux et Carla Bruni. Derrière Franck Ribéry, il est le sportif le plus « agaçant » selon ce sondage publié par le magazine VSD,.

## Vie privée
Raymond Domenech a toujours gardé un lien avec le RC Strasbourg dont il est aujourd'hui supporter. Lors des saisons du club en National, il était alors aux commentaires pour Ma chaîne sport qui télédiffusait certains matchs. Il n'hésite pas publiquement à dire son soutien au club. Il estime qu'il "se passe quelque chose entre Strasbourg et son public". En tant qu'ancien coéquipier de Marc Keller, il garde de bons contacts avec le président. Il s'estime "content" que ce soit lui qui ait repris le club. Il vient toujours "à la Meinau avec plaisir" et pense que "les alsaciens ont de la mémoire" car il sait qu'il a une cote de popularité plutôt élevée en Alsace.
Il a été le compagnon d'Estelle Denis, animatrice et journaliste qui a présenté L'équipe d'Estelle sur la chaîne L'Équipe, 100 % Foot et 100 % Mag sur M6, Touche pas à mon sport sur C8, ainsi que Le Tournoi des As sur Paris Première[réf. nécessaire].
De leur relation, sont nés deux enfants : une fille, Victoire, née le 11 juillet 2004 (le soir où Raymond Domenech a appris sa nomination comme sélectionneur de l'équipe de France A) et un garçon prénommé Merlin, né le 25 juillet 2007. Il fait une demande en mariage à Estelle le 17 juin 2008 à 22 h 45 sur la chaine M6 devant des millions de téléspectateurs, quelques minutes après la défaite éliminatoire des Bleus face à l'Italie (2-0) à l'Euro 2008. Le couple ne s'est finalement jamais marié. 
Le couple se sépare au cours de l'année 2020, comme le confie Estelle Denis en février 2022.
En juin 2025, Raymond Domenech est apparu publiquement avec une nouvelle compagne lors du tournoi de Roland-Garros, marquant sa première apparition en couple depuis sa séparation. L’identité de cette nouvelle partenaire n’a pas été révélée, Domenech restant très discret sur sa vie sentimentale.
Son frère Albert Domenech est footballeur professionnel de 1971 à 1983.

## Engagement
Depuis octobre 2020, il est associé Time for the Planet, qui promeut l'entrepreneuriat au service de l'urgence climatique.

## Publications